# FK Viktoriastadion
Het Stadion FK Viktoria Žižkov (ook bekend als eFotbal aréna, een verwijzing naar de sponsor) is een voetbalstadion in de wijk Žižkov van de Tsjechische hoofdstad Praag. Het stadion, dat een capaciteit heeft van 5.600 toeschouwers, is de thuisbasis van de FNL- en voormalig Gambrinus liga-club FK Viktoria Žižkov. In 2007 is er door de club in het stadion een fanshop geopend waar fanartikelen verkocht worden.